# Cheers (album)
Pour les articles homonymes, voir Cheers.
Albums de Obie Trice
Second Round's on Me
(2006)
Singles
1. Got Some Teeth
Sortie : 12 août 2003
2. Shit Hits The Fan
Sortie : 3 novembre 2003
3. The Set Up
Sortie : 13 janvier 2004

Cheers est le premier album studio d'Obie Trice, sorti en 2003.
Eminem apparaît sur cinq titres, en produit une dizaine et publie l'album sur son propre label, Shady Records. Les membres de D12 ne sont pas en reste puisqu'ils participent au titre final, tandis que Kon Artis produit un autre titre, introduit par Proof. Parmi les autres invités, on compte G-Unit, Dr. Dre, Busta Rhymes et Nate Dogg.
Cheers a été certifié disque d'or par la Recording Industry Association of America (RIAA) le 9 décembre 2003.

## Liste des titres
| No  | Titre                                                                  | Auteur | Producteurs                     | Durée |
| --- | ---------------------------------------------------------------------- | --- | ------------------------------- | ----- |
| 1.  | Average Man                                                            | Obie Trice, Marshall Mathers, Luis Resto, Steven King                                                     | - Eminem - Resto (additionnel)  | 4:16  |
| 2.  | Cheers                                                                 | O. Trice, M. Mathers, L. Resto, S. King                                                                   | - Eminem - Resto (add.)         | 3:34  |
| 3.  | Got Some Teeth                                                         | O. Trice, M. Mathers, L. Resto, S. King, A. Dudley, T. Horn, M. McLaren                                   | - Eminem - Resto (add.)         | 3:47  |
| 4.  | Lady (featuring Eminem)                                                | O. Trice, M. Mathers, L. Resto                                                                            | - Eminem - Resto (add.)         | 4:45  |
| 5.  | Don't Come Down                                                        | O. Trice, M. Mathers, L. Resto, E. Haynie, W. Rineheart                                                   | - Emile - Eminem (co.)          | 5:11  |
| 6.  | The Set Up (You Don't Know) (featuring Nate Dogg)                      | O. Trice, Andre Young, Mike Elizondo, N. Hale                                                             | - Dr. Dre - Mike Elizondo (co.) | 3:13  |
| 7.  | Bad Bitch (featuring Timbaland)                                        | O. Trice, T. Mosley                                                                                       | Timbaland                       | 4:09  |
| 8.  | Shit Hits the Fan (featuring Dr. Dre & Eminem)                         | O. Trice, M. Mathers, A. Young, M. Elizondo                                                               | - Dr. Dre - Mike Elizondo (co.) | 4:53  |
| 9.  | Follow My Life                                                         | O. Trice, M. Mathers, L. Resto, E. Isley, M. Isley, O. Isley, Ron Isley, C. Jasper, F. Nassar, C. Wallace | - Fredwreck - Eminem (co.)      | 3:55  |
| 10. | We All Die One Day (featuring Lloyd Banks, Eminem & 50 Cent)           | O. Trice, M. Mathers, C. Jackson, C. Lloyd                                                                | Eminem                          | 5:29  |
| 11. | Spread Yo Shit (featuring Kon Artis)                                   | O. Trice, D. Porter, L. Resto, S. King                                                                    | Mr. Porter                      | 4:03  |
| 12. | Look in My Eyes (featuring Nate Dogg)                                  | O. Trice, M. Mathers, A. Young, M. Elizondo, N. Hale                                                      | - Dr. Dre - Mike Elizondo (co.) | 4:50  |
| 13. | Hands on You (featuring Eminem)                                        | O. Trice, M. Mathers, L. Resto                                                                            | - Eminem - Resto (add.)         | 5:12  |
| 14. | Hoodrats                                                               | O. Trice, M. Mathers, L. Resto, E. Haynie                                                                 | - Emile - Eminem (co.)          | 4:12  |
| 15. | Oh! (featuring Busta Rhymes)                                           | O. Trice, M. Mathers, M. Elizondo, T. Smith                                                               | - Dr. Dre - Mike Elizondo (co.) | 4:30  |
| 16. | Never Forget Ya                                                        | O. Trice, M. Mathers, L. Resto, S. King, Jeff Bass                                                        | - Eminem - Jeff Bass (co.)      | 4:27  |
| 17. | Outro (featuring Eminem, Swifty McVay, Kuniva, Proof & Bizarre de D12) | O. Trice, M. Mathers, L. Resto, S. King, Rufus Johnson, DeShaun Holton, V. Carlisle, O. Moore             | - Eminem - Resto (add.)         | 4:02  |

| 18. | 8 Miles  | DJ Muggs         | 3:57 |
| 19. | Synopsis | DJ Green Lantern | 1:18 |

## Samples
- Got Some Teeth contient des éléments rechantés de Without Me d'Eminem[8]
- Spread Yo Shit contient des samples de Blow My Buzz by D12
- Don't Come Down contient des samples de When You Believe de Quincy Jones & Tata
- Follow My Life contient des samples de Big Poppa de The Notorious B.I.G. et de Born of a Gentle South de Bo Hansson
- Outro contient des éléments rechantés de When the Music Stops de D12 et de Rap Name d'Obie Trice

## Clips
1. Got Some Teeth
2. Don't Come Down
3. The Set Up (feat. Nate Dogg)

## Classements
| Année | Album  | Meilleure position         | Meilleure position     |
| Année | Album  | États-Unis - Billboard 200 | Top R&B/Hip-Hop Albums |
| ----- | ------ | -------------------------- | ---------------------- |
| 2003  | Cheers | 5                          | 3                      |